# Grasmannsdorf (Burgebrach)

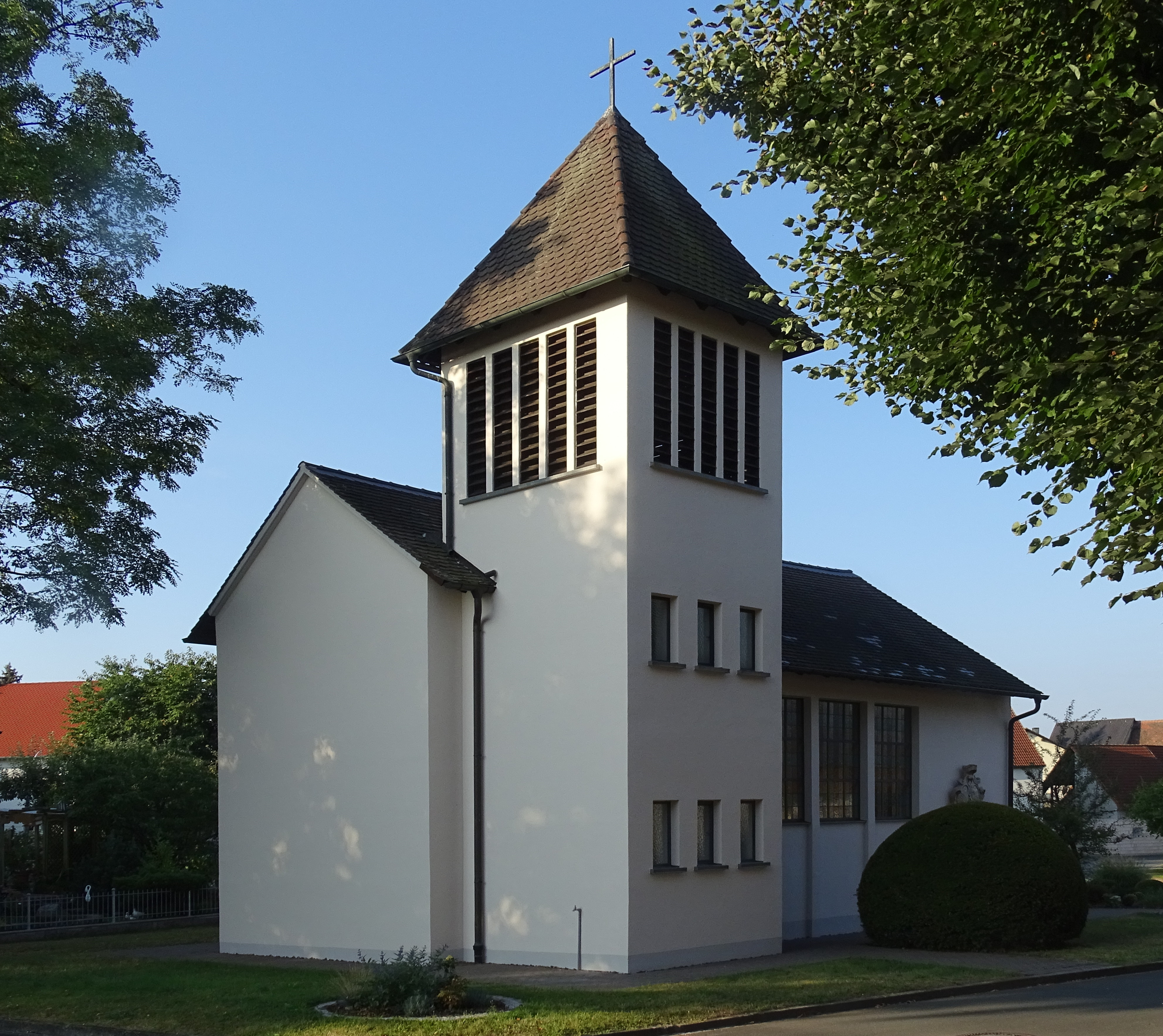
Kapelle Heilige Dreifaltigkeit

Grasmannsdorfist ein Gemeindeteil des Marktes Burgebrach im oberfränkischen Landkreis Bamberg in Bayern und eine Gemarkung.

## Geografie
Das Dorf mit 268 Einwohnern liegt an der Rauhen Ebrach. Nachbarorte sind im Osten Failshof und Oberharnsbach, im Südwesten Burgebrach und im Nordwesten Ampferbach und Dietendorf.
Die Gemarkung Grasmannsdorf hat eine Fläche von etwa 312 Hektar, sie liegt vollständig im Gemeindegebiet von Burgebrach. Einziger Gemeindeteil auf der Gemarkung ist Grasmannsdorf. Die benachbarten Gemarkungen sind Walsdorf, Hartlanden, Oberharnsbach, Unterneuses, Burgebrach und Ampferbach.

## Geschichte
Bis zur Eingemeindung nach Burgebrach am 1. Januar 1972 war Grasmannsdorf eine Gemeinde. Sie hatte eine Fläche von 312,33 Hektar (1964) und 176 Einwohner  in 38 Wohngebäuden (1961). Im Ort befinden sich die ehemalige Schlosskapelle von 1769 und eine Reihe von Sandsteinskulpturen aus dem 18. Jahrhundert.
Seit 1985 befindet sich auf dem Gebiet von Grasmannsdorf am Waldrand ein UL-Flugplatz.

## Wirtschaft
Im Ort ist die Brauerei Kaiser ansässig. Mit der Kram-Möbelwerkstätte hat eine Schreinerei ihren Sitz in Grasmannsdorf.

## Söhne und Töchter des Ortes
- Hans Bauer (1878–1937), deutscher Semitist